# Traù
Traù (in croato Trogir; in dalmatico Tragur; in latino Tragurium;  in greco antico: Τραγούριον?, Tragurion) è una città della Croazia di 12 393 abitanti (2021) posta sulla costa adriatica della Dalmazia centrale, in parte sulla terraferma ed in parte su due isole, a circa 30 km a ovest da Spalato, nella parte nord-occidentale della baia dei Castelli. Considerata una delle città più belle e meglio conservate dell'intera Dalmazia, è particolarmente ricca di opere architettoniche e artistiche e dal 1997 è Patrimonio dell'Umanità dell'UNESCO.
Traù è stata fondata con il nome di Tragurion nel III secolo a.C. dagli antichi Greci della stirpe ellenica dei Dori, provenienti dall'isola Lissa, a sua volta originari di Syrakousai (la moderna Siracusa). Durante l'epoca romana Tragurium (nome latino di Traù) si trasformò in un importante porto anche grazie alla presenza di cave di marmo di qualità, che si trovavano nelle vicinanze del città. A partire dal IX secolo Traù iniziò a pagare un tributo al Regno di Croazia e all'Impero bizantino. Nel 1420 Traù fu annessa alla Repubblica di Venezia, rimanendo nei suoi domini marittimi, chiamati Stato da Mar, per quattro secoli, durante i quali il nome più diffuso con cui fu poi conosciuta la città diventò l'italiano Traù. Traù, durante il dominio veneziano, diventò poi una delle più importanti città dei Balcani veneziani. Nel 1797, dopo la caduta della Repubblica di Venezia, il trattato di Campoformio, firmato il 17 ottobre dello stesso anno da Napoleone Bonaparte e dall'Arciducato d'Austria, decretò l'annessione dei territori dell'ex repubblica veneta, e con essi Traù, all'Arciducato asburgico per poi entrare a far parte dei domini napoleonici.
Dopo la caduta di Napoleone, con il congresso di Vienna, durato dal 18 settembre 1814 al 9 giugno 1815, la Dalmazia venne annessa all'Impero austriaco come parte del Regno di Dalmazia, territorio sotto il diretto dominio della corona austriaca, rimanendoci fino al termine della prima guerra mondiale (1918). A partire da quest'ultimo evento iniziò l'esodo di una parte consistente degli italiani e degli italofoni della Dalmazia, tra cui i traurini italiani, verso Zara, Lagosta, che vennero invece annesse al Regno d'Italia, e verso l'Italia stessa.
Il trattato di Rapallo del 1920 assegnò Traù al Regno dei Serbi, Croati e Sloveni, poi diventato Regno di Jugoslavia, con il nome ufficiale di Trogir. Il 15 aprile 1941, dopo l'invasione della Jugoslavia, Traù fu occupata dal Regio Esercito italiano, venendo annessa un mese dopo al nuovo Governatorato della Dalmazia - divisione amministrativa del Regno d'Italia - come parte della provincia di Spalato. Dopo la seconda guerra mondiale Traù entrò a far parte della Repubblica Socialista di Croazia, repubblica costitutiva della Repubblica Socialista Federale di Jugoslavia. Dalla dissoluzione della Jugoslavia (giugno 1991), Traù fa parte della Croazia indipendente. Tra le conseguenze, nei censimenti successivi si registrò un limitato aumento del numero dei dalmati italiani presenti a Traù e nel resto della Dalmazia.

## Geografia fisica

### Territorio

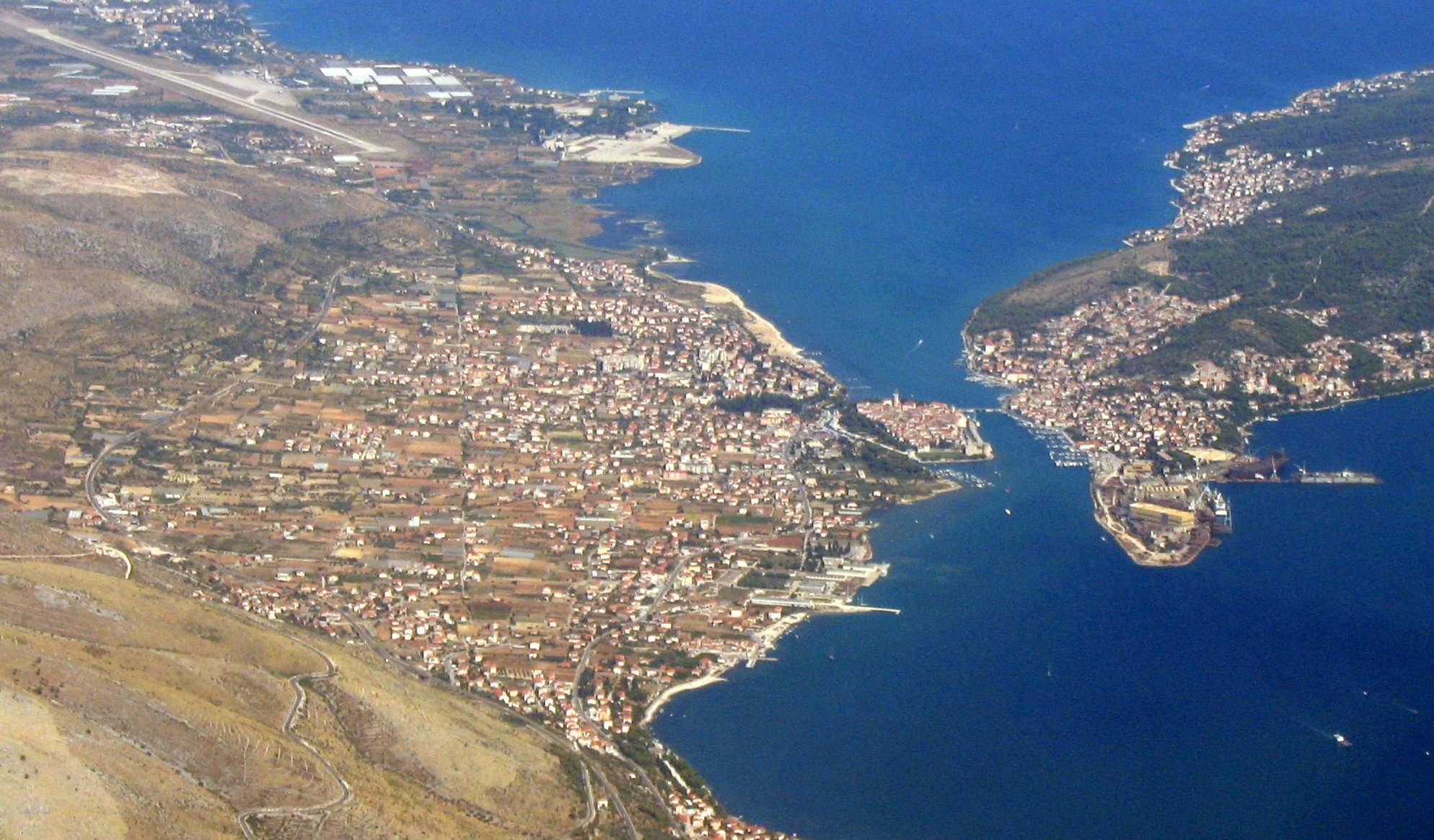
Vista aerea di Traù. Sulla destra si intravede l'isola di Bua, dove è presente la parte più vecchia della città, visto che risale all'antica Grecia. L'isola di Bua è collegata al continente grazie a un ponte girevole

Traù è situata in Dalmazia centrale lungo la costa adriatica, a circa 30 km a ovest da Spalato, nella parte nord-occidentale della baia dei Castelli, e a est da Sebenico e da Rogosnizza. A ovest la regione di Traù, che occupa un'area complessiva di 250 km², arriva fino a Castelli, di fronte al quale è presente l'isola di Solta. Traù è unita alla vicina isola di Bua per mezzo di un ponte girevole.
La linea di costa di Traù, che si estende per 25 km e che è caratterizzata dalla presenza di baie e calette, comprende anche i comuni di Seghetto, Bossoglina, e Cerchio. Traù è attraversata dal fiume Jadro, corso d'acqua che fornisce d'acqua anche l'acquedotto di Diocleziano, antico acquedotto romano che si trova vicino alla città di Spalato.

### Clima
Traù gode di un clima di tipo mediterraneo (Classificazione dei climi di Köppen) particolarmente mite, con una bassa escursione tra le temperature massime e quelle minime. Le precipitazioni sono medie e sono equamente distribuite durante tutto l'anno.
Le estati sono secche e calde, mentre gli inverni sono miti e raramente freddi. Le precipitazioni nevose sono molto rare. Febbraio e novembre sono i mesi più umidi, con le precipitazioni annuali che si attestano mediamente a circa 1 300 mm. Agosto è il mese più secco, con precipitazioni medie che si attestano a 34 mm. I mesi più freddi sono gennaio e febbraio, con una temperatura media che si attesta a circa 9 °C. Agosto è il mese più caldo, con una temperatura media che si aggira intorno ai 28 °C.
Le temperature invernali scendono quando soffia la bora, vento catabatico di provenienza est/nord-est che soffia con particolare intensità specialmente verso l'Alto e Medio Adriatico. I dati climatologici salienti di Traù sono:
| Mese                       | Mesi | Mesi | Mesi | Mesi | Mesi | Mesi | Mesi | Mesi | Mesi | Mesi | Mesi | Mesi | Stagioni | Stagioni | Stagioni | Stagioni | Anno  |
| Mese                       | Gen  | Feb  | Mar  | Apr  | Mag  | Giu  | Lug  | Ago  | Set  | Ott  | Nov  | Dic  | Inv      | Pri      | Est      | Aut      | Anno  |
| -------------------------- | ---- | ---- | ---- | ---- | ---- | ---- | ---- | ---- | ---- | ---- | ---- | ---- | -------- | -------- | -------- | -------- | ----- |
| T. max. media (°C)         | 11   | 11   | 12   | 19   | 23   | 27   | 31   | 31   | 26   | 21   | 17   | 12   | 11,3     | 18       | 29,7     | 21,3     | 20,1  |
| T. media (°C)              | 9    | 9    | 15   | 16   | 20   | 24   | 27   | 28   | 23   | 18   | 14   | 11   | 9,7      | 17       | 26,3     | 18,3     | 17,8  |
| T. min. media (°C)         | 8    | 7    | 9    | 13   | 17   | 21   | 24   | 24   | 20   | 15   | 12   | 9    | 8        | 13       | 23       | 15,7     | 14,9  |
| T. max. assoluta (°C)      | 17   | 17   | 24   | 26   | 29   | 34   | 36   | 37   | 33   | 27   | 24   | 18   | 18       | 29       | 37       | 33       | 37    |
| T. min. assoluta (°C)      | −6   | −7   | −1   | 4    | 9    | 8    | 15   | 9    | 10   | 4    | 3    | −5   | −7       | −1       | 8        | 3        | −7    |
| Precipitazioni (mm)        | 147  | 160  | 116  | 85   | 87   | 85   | 47   | 34   | 113  | 120  | 161  | 139  | 446      | 288      | 166      | 394      | 1 294 |
| Giorni di pioggia          | 12   | 13   | 12   | 11   | 9    | 8    | 5    | 5    | 9    | 10   | 12   | 11   | 36       | 32       | 18       | 31       | 117   |
| Umidità relativa media (%) | 74   | 77   | 75   | 74   | 75   | 71   | 67   | 62   | 68   | 73   | 77   | 73   | 74,7     | 74,7     | 66,7     | 72,7     | 72,2  |

## Origine del nome
I nomi di "Trogir" e "Traù" derivano entrambi dall'antico greco Tragurion (Τραγούριον), la cui etimologia deriva a sua volta da tragos, che significa "caprone". Similmente il nome della vicina isola di Bua deriva dall'antico greco voua, che significa "mandria di bovini".

## Storia

Panorama di Traù

### Età antica

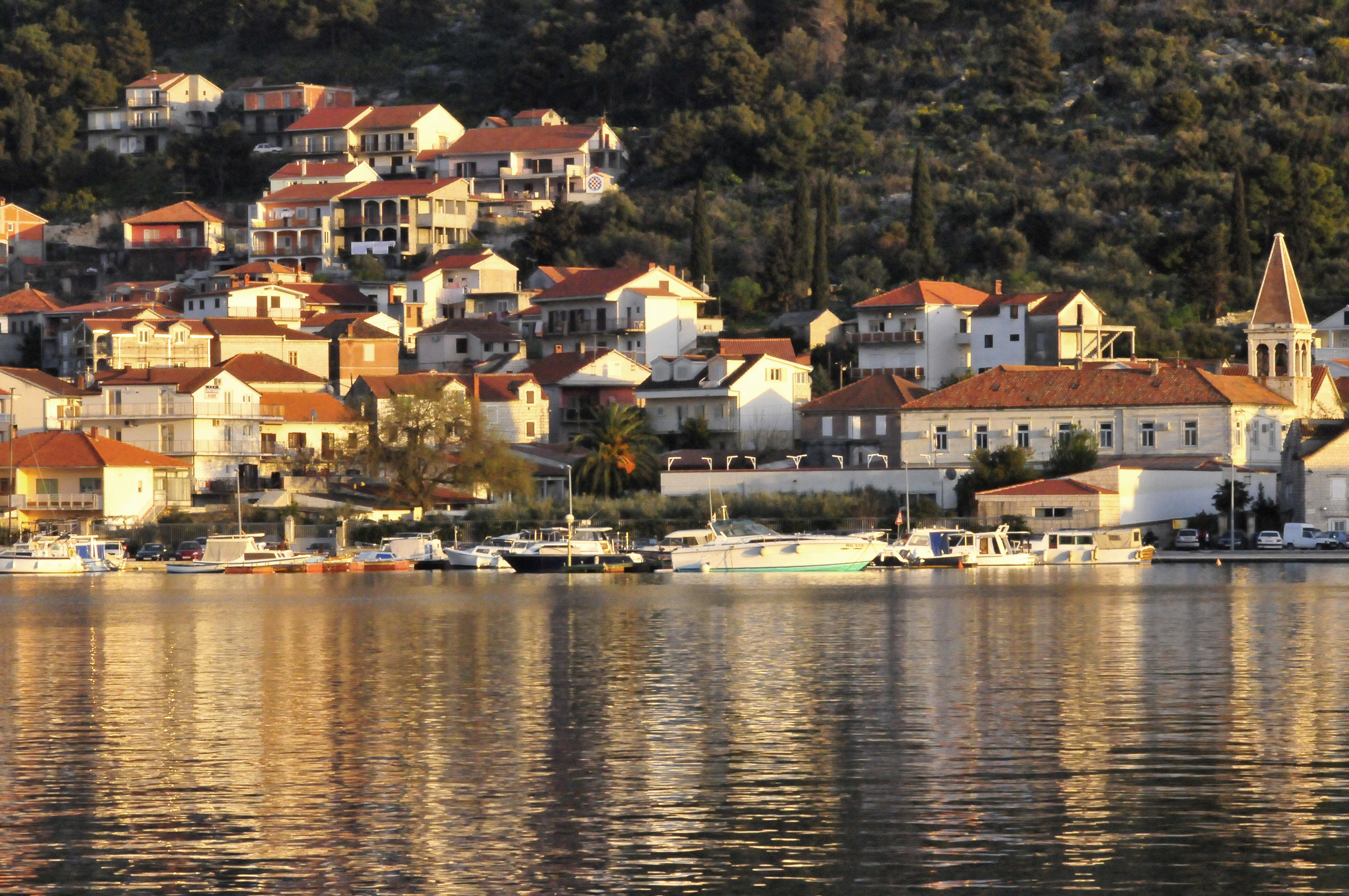
Scorcio dell'abitato del comune di Traù presente sull'isola di Bua, la cui origine risale antica Grecia

#### La colonia greca: Tragyrion
Traù fu fondata sull'isola di Bua, dove si estende ancora parte del suo territorio comunale, nel III secolo a.C. da antichi Greci di origine dorica che provenivano dall'isola di Lissa e che a loro volta erano originari di Syrakousai (la moderna Siracusa).
La rilevanza economica della vicina Salona, importante emporio greco, di cui Tragyrion rappresentava un potenziamento, non fece mai decollare Traù da un punto da vista economico.

#### Epoca romana
Durante l'epoca romana Tragurium (nome latino di Traù) si trasformò in un importante porto anche grazie alla presenza di cave di marmo di qualità nelle vicinanze del città. L'oppidum di Tragurium iniziò quindi a diventare un centro residenziale benestante, ricco di ville rustiche. L'imperatore Claudio vi installò i suoi veterani benestanti, fermo restando che il centro abitato più importante della zona rimase Salona. Tragurium entrò poi a far parte della provincia romana della Dalmatia.

### Medioevo
Durante l'invasione della Dalmazia ad opera degli Slavi meridionali una parte degli abitanti di Salona, che fu duramente colpita, fuggì stabilendosi a Tragurium. A partire dal IX secolo Traù iniziò a pagare un tributo al Regno di Croazia e all'Impero bizantino. 

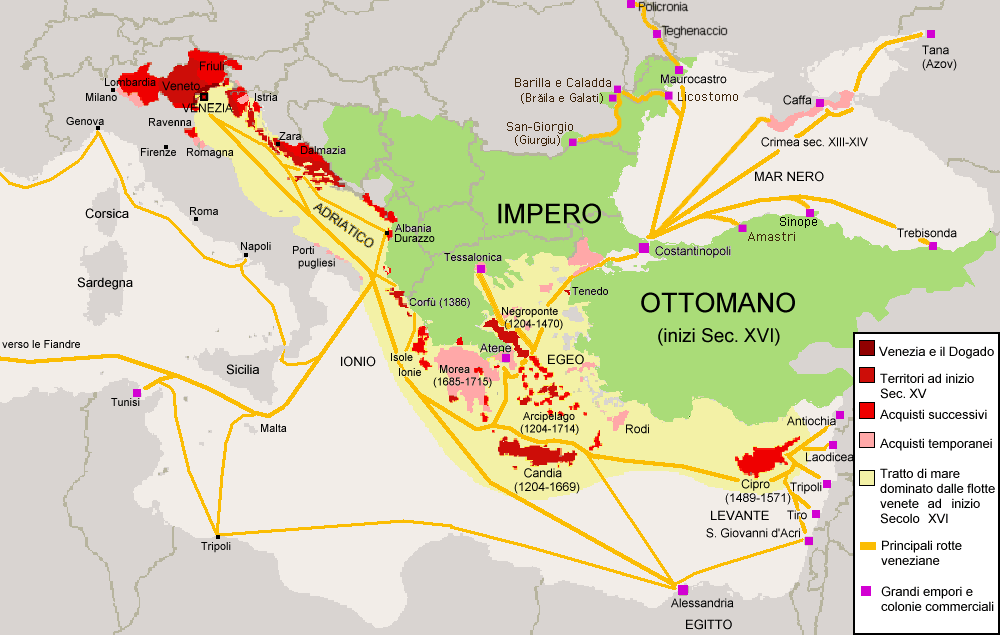
Mappa della rete commerciale, di cui Traù risultava uno snodo importante, e dei possedimenti della Repubblica di Venezia tra il XV e il XVI secolo, nel periodo di massima espansione

La diocesi di Traù fu fondata nell'XI secolo, per poi venire abolita nel 1828, quando fu annessa all'arcidiocesi di Spalato-Macarsca. Nel 1107 la città fu conquistata da re Colomanno d'Ungheria, che la ampliò e ne fece un centro importante. Nel 1123 Traù fu conquistata dai saraceni, che la distrussero quasi completamente. Dal XII al XIII secolo Traù conobbe però una cospicua ricrescita economica, che fu facilitata grazie dai suoi commerci con la Repubblica di Venezia.
Nel 1242 re Béla IV d'Ungheria trovò rifugio a Traù con la sua flotta, che fu attacca dai Mongoli. Tra il XIII e il XIV secolo molti duchi di Traù, la cui carica era elettiva, appartennero alla famiglia Šubić. Nel 1348 Mladen III Šubić, come comprovato anche dalla sua lapide sepolcrale situata all'interno della cattedrale di San Lorenzo di Traù, dove è chiamato scudo dei croati, fu uno dei membri più importanti della famiglia Šubić.
In lingua dalmatica, idioma romanzo (o, secondo alcuni studiosi, un gruppo di lingue romanze) derivato direttamente dal latino, Traù iniziò a essere chiamata Tragur. La lingua dalmatica, oggi estinta, era un tempo parlata lungo le coste della Dalmazia, dal golfo del Quarnaro ad Antivari. La lingua dalmatica è stata suddivisa tradizionalmente in due varianti principali, determinate in base soprattutto alla documentazione storica disponibile: il dalmatico settentrionale o veglioto, così chiamato perché proprio dell'isola di Veglia, e il dalmatico meridionale o raguseo, per il quale esistono attestazioni antiche relative a documenti e memorie della Repubblica di Ragusa, che era parlato anche a Traù. Il dalmatico settentrionale si è estinto il 10 giugno 1898, con la morte del suo ultimo locutore, Tuone Udaina, mentre il dialetto meridionale si è estinto tra il XIV e il XV secolo.
Dopo la guerra di Chioggia tra la Repubblica di Genova e la Repubblica di Venezia (1378 - 1381), Traù strinse un'alleanza con la città dalmata di Zara contro Venezia. Il casus belli fu il fatto che Venezia decise proteggere meglio militarmente Chioggia, a partire dal 1412, con l'obiettivo di fare di Sebenico un importante punto di snodo del monopolio del sale, il cui traffico partiva proprio da Chioggia dirigendosi in tutto il Mare Adriatico.

#### Epoca veneziana

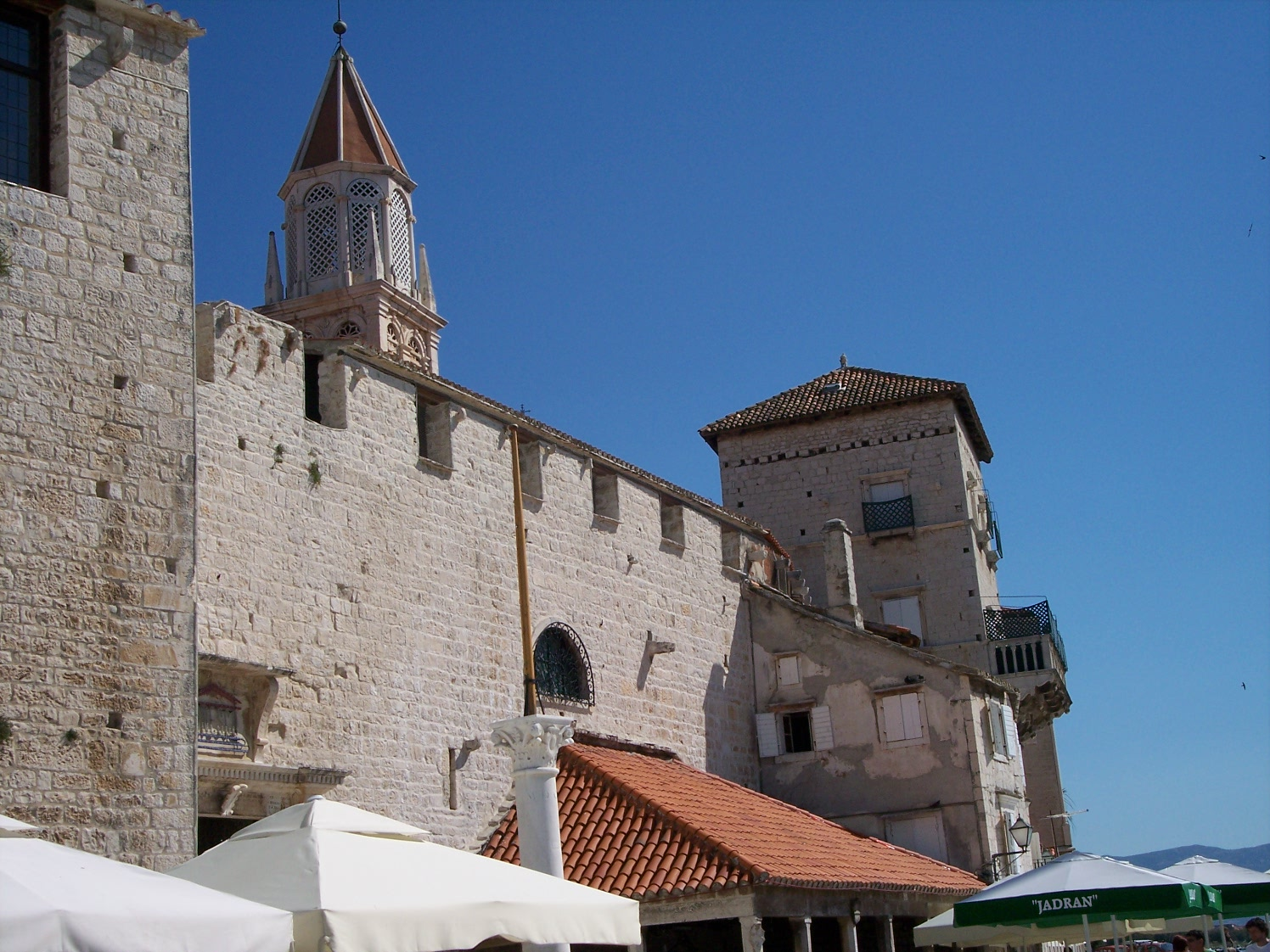
Scorcio delle mura e delle torri difensive di Traù, che risalgono all'epoca veneziana

Nel 1420 Traù fu annessa ufficialmente dalla Repubblica di Venezia, rimanendo nei suoi domini marittimi, chiamati Stato da Mar, per oltre tre secoli e mezzo, durante i quali il nome più diffuso con cui era conosciuta la città diventò l'italiano Traù, diventando una delle più importanti città della regione.
Gradualmente l'economia di Traù diventò sempre di più florida, e la presenza architettonica a artistica di stile veneziano divenne sempre più diffusa. Dopo la conquista di Traù, la Repubblica di Venezia incaricò Pietro Loredan, capitano generale in Golfo, di munire la città di nuove e più potenti fortificazioni.
Nel 1437 fu costruito su progetto dall'ingegnere della Repubblica di Venezia Lorenzo Pincino il castello principale di Traù, chiamato poi Castello del Camerlengo, che sostituì la Torre della Catena (così detta perché chiudeva l'accesso alle navi con una catena tirata sul mare) nel ruolo di avamposto militare principale della città. 

Il Castello del Camerlengo, con gli scavi che avvennero durante l'appartenenza di Traù all'Italia. Questi lavori portarono alla luce un antico leone di San Marco risalente all'epoca veneziana

### Età moderna
Sul torrione principale venne collocato un pregevole bassorilievo in marmo con scolpito un Leone di San Marco, tuttora in loco, benché danneggiato. Intorno al 1650 venne ritrovata nella biblioteca del palazzo Cippico di Traù una trascrizione del XV secolo del Satyricon di Petronio, contenente l'intero libro XV che comprendeva la celeberrima Cena Trimalchionis ("La cena di Trimalcione"). La dominazione veneziana terminò nel 1797, con la caduta della Repubblica di Venezia.

### Età contemporanea

#### Epoca napoleonica
Nel 1797, dopo la caduta della Repubblica di Venezia, il trattato di Campoformio, firmato il 17 ottobre dello stesso anno da Napoleone Bonaparte e dall'Arciducato d'Austria, decretò l'annessione degli ex territori dell'ex repubblica veneta, e con essi Traù, all'Arciducato asburgico.
Traù entrò poi a far parte nel 1806, rimanendoci fino al 1809, del Regno d'Italia napoleonico, per poi passare sotto diretto controllo della Francia metropolitana inquadrata nelle Province illiriche, governatorato francese costituente un'exclave della Madre Patria, rimanendoci dal 1809 al 1813. 

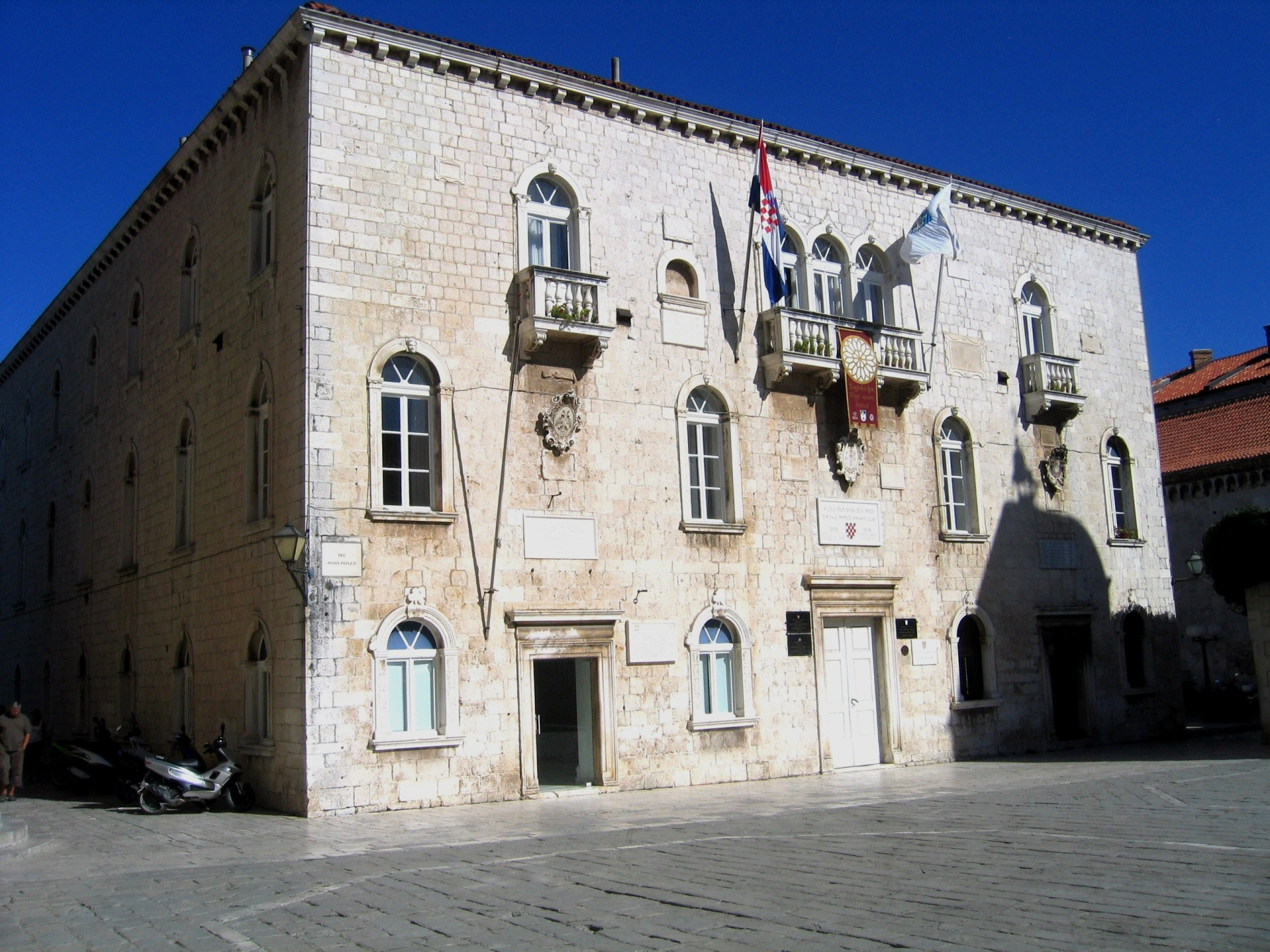
L'antico municipio di Traù in un'immagine del 2008

#### Epoca austriaca
Dopo la caduta di Napoleone, a seguito del congresso di Vienna (1814-1815) la Dalmazia venne annessa all'Impero austriaco, Stato nato dall'evoluzione dell'Arciducato d'Austria, rimanendoci fino al termine della prima guerra mondiale (1918). L'intera regione divenne quindi un territorio della Corona, col nome di Regno di Dalmazia.
A seguito delle riforme promosse dal imperatore e re Francesco Giuseppe I nel 1860/1861 (il Diploma di ottobre del 1860 e la Patente di febbraio del 1861) fu stabilito che il Regno di Dalmazia avrebbe avuto una propria rappresentanza, chiamata Dieta (in croato Sabor), con sede a Zara. La Dalmazia diventò formalmente un regno, governato da un rappresentante di nomina imperiale (Governatore) e da un'élite locale bilingue (croata e italiana). Da questo evento iniziò il declino della lingua italiana a Traù come nel resto della Dalmazia. All'inizio delle guerre napoleoniche, secondo un'ipotesi del linguista Matteo Bartoli basata su sue personali congetture l'italiano sarebbe stato un idioma parlato come prima lingua da circa il 33% della popolazione dalmata, ma alle prime verifiche censuarie la percentuale rilevata sul campo risultò molto minore, oscillando nei decenni fra il 12,5% (1865) e il 2,7% (1910).
A seguito dei moti del 1848 e della crescita del movimento romantico nazionalista, in Dalmazia apparvero due fazioni politiche. La prima, filo-croata e detta "unionista" o dei puntari, che si riconosceva nel Partito Popolare (o Nazionale) e nel Partito dei Diritti (nato anni dopo il primo) e che sosteneva l'unificazione della Dalmazia con il Regno di Croazia-Slavonia, che era invece sotto l'amministrazione ungherese. Nel frattempo l'Impero austriaco si era trasformato in "Impero austro-ungarico", entità statale che nacque nel 1867 grazie al cosiddetto Ausgleich, ovvero a un compromesso tra la nobiltà ungherese e la monarchia asburgica inteso a riformare l'Impero austriaco.

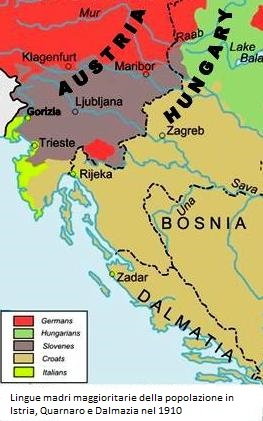
Lingue madri maggioritarie della popolazione in Istria, Quarnaro e Dalmazia nel 1910

La seconda fazione era costituita invece dal Partito Autonomista, guidato da autorevoli esponenti delle famiglie cittadine italiane e italofile. Gli autonomisti governarono Traù fino al 1887, grazie soprattutto ad una legge elettorale che favoriva le classi più abbienti e istruite, cui tradizionalmente appartenevano gli italiani di Dalmazia.
Come conseguenza della Terza guerra d'indipendenza italiana (1866), che portò all'annessione del Veneto al Regno d'Italia, l'amministrazione imperiale austriaca, per tutta la seconda metà del XIX secolo, aumentò le ingerenze sulla gestione politica del territorio per attenuare l'influenza del gruppo etnico italiano temendone le correnti irredentiste.
Durante la riunione del consiglio dei ministri del 12 novembre 1866 l'imperatore Francesco Giuseppe I d'Austria tracciò un progetto di ampio respiro mirante alla germanizzazione o slavizzazione dell'aree dell'impero con presenza italiana:
(Francesco Giuseppe I d'Austria, consiglio della Corona del 12 novembre 1866.)
I prodromi a questa decisione si ebbero dopo la seconda guerra d'indipendenza italiana, da cui conseguì l'incorporazione della Lombardia al nascituro Stato italiano (1859). In seguito a questo evento il governo austriaco favorì il formarsi di una coscienza nazionale croata, allo scopo di contrastare l'Irredentismo italiano. La presa di coscienza dell'identità croata e il già crescente afflusso di croati verso la costa e le isole fecero regredire ulteriormente l'uso della lingua italiana, che pur conservò notevole prestigio per tutto il periodo austriaco ed ebbe un certo suo rilievo a Traù fino alla fine della seconda guerra mondiale.
Nel 1909 la lingua italiana venne vietata in tutti gli edifici uffici pubblici.

#### Annessione alla Jugoslavia

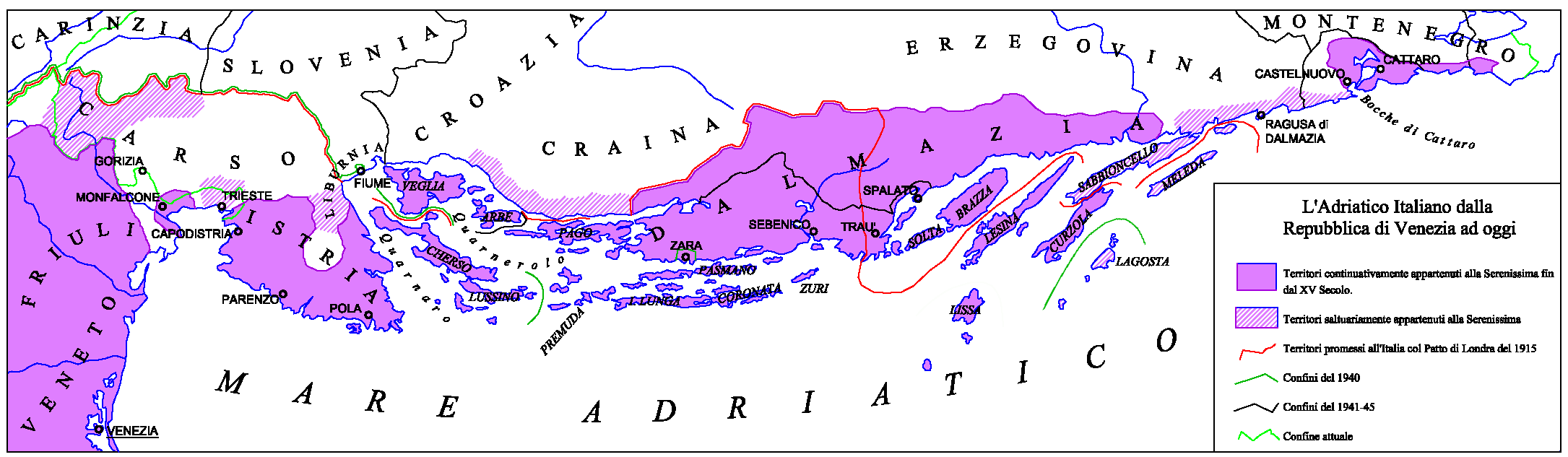
Cartina della Dalmazia e della Venezia Giulia coi confini previsti dal Patto di Londra (linea rossa) e quelli invece effettivamente ottenuti dall'Italia (linea verde). In fucsia sono invece indicati gli antichi domini della Repubblica di Venezia

Dopo la prima guerra mondiale le truppe italiane del Regio Esercito occuparono militarmente la parte della Dalmazia promessa all'Italia dal Patto di Londra (26 aprile 1915), che venne stipulato tra il governo italiano e i rappresentanti della Triplice Intesa, con cui l'Italia si impegnò a scendere in guerra contro gli Imperi Centrali in cambio di cospicui compensi territoriali.. 
Il 23 settembre 1919 venne architettato dal trentaduenne conte Nino Fanfogna - discendente dell'ultimo podestà italiano - un tentativo di annessione manu militari di Traù al Regno d'Italia, sulla falsariga della dannunziana Impresa di Fiume. La sollevazione naufragò in poche ore.
Il mancato accordo sul confine italo-jugoslavo a Versailles (1919) fu seguito dal trattato di Rapallo del 1920, col quale si assegnò la quasi totalità della Dalmazia (compresa Traù) al Regno dei Serbi, Croati e Sloveni, poi diventato Regno di Jugoslavia. Il nome ufficiale della città - precedentemente bilingue "Trogir / Traù" - divenne quindi il solo croato Trogir.
Fra gli italiani che abbandoneranno Traù tra questo periodo e le successive vicende belliche degli anni '40, ci furono alcune famiglie note in città come i Nutrizio, Dudan, Canzia, Lubin, Del Bianco, Vosilla, Marini ed altre. In particolare è da ricordare la neonata Maria Carmen Nutrizio, figlia del farmacista di Traù e di una Luxardo della nota famiglia produttrice del Maraschino di Zara, che diverrà poi celebre come creatrice di moda col nome di Mila Schön. Assieme a lei partì anche il fratello decenne Nino Nutrizio, anni dopo fondatore del quotidiano La Notte di Milano.

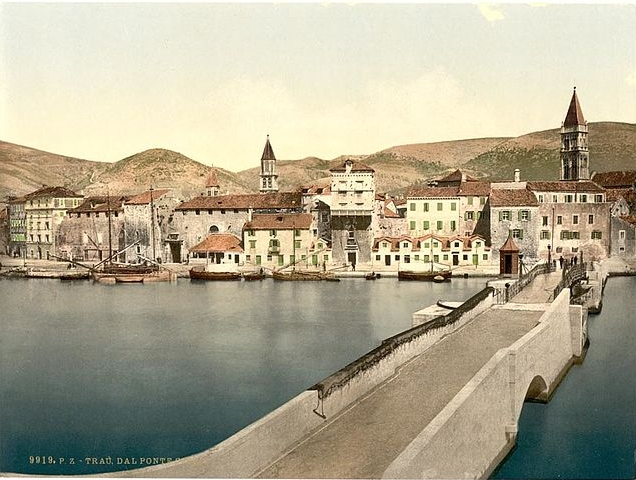
L'antico ponte che collegava Traù con l'isola di Bua

Col trattato di Rapallo si previde che i dalmati italiani rimasti in loco – diverse migliaia concentrati prevalentemente a Veglia, Sebenico, Spalato, Traù, Ragusa e in alcune isole – potessero richiedere la cittadinanza italiana rinunciando a quella jugoslava, mantenendo il diritto di utilizzo della propria lingua materna. 

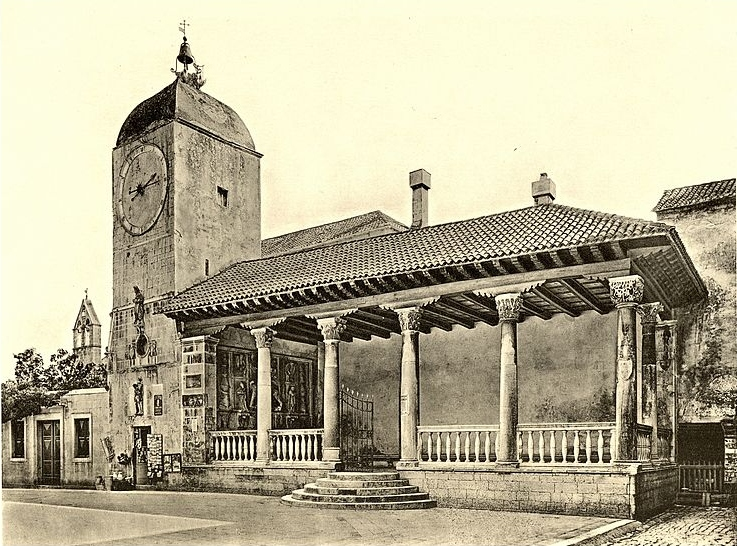
La Loggia Pubblica di Traù, dove campeggiava il leone di San Marco distrutto nel 1932

Le istituzioni scolastiche italiane vennero ulteriormente ridotte, ma la comunità italiana residua riuscì comunque a sopravvivere culturalmente. Con il passare degli anni, a Traù, complice la politica intrapresa dal governo jugoslavo, si acuì all'estremo la tensione fra l'elemento italiano e la maggioranza croata. L'avvento del fascismo in Italia e le sue rivendicazioni irredentiste scatenarono poi dure reazioni sulla costa dalmata contro le vestigia veneziane. Il motto degli irredentisti italiani giuliani e dalmati era infatti:
(Motto degli irredentisti italiani giuliani e dalmati)
Ciò fu causa della distruzione o rimozione di otto leoni di San Marco dal centro storico nei primi di dicembre del 1932 da militanti del Sokol, movimento politico promotore del panslavismo, il che causò le vibranti condanne degli intellettuali croati.
Tra i Leoni di San Marco più celebri, venne completamente distrutto un bassorilievo cinquecentesco di Nicolò Fiorentino e Andrea Alessi del 1471, che aveva la forma di un leone andante e campeggiava all'interno della Loggia Pubblica di Traù. I resti di tali vestigia sono oggi conservati nel museo cittadino e nell'ex convento di San Domenico.

#### Annessione all'Italia

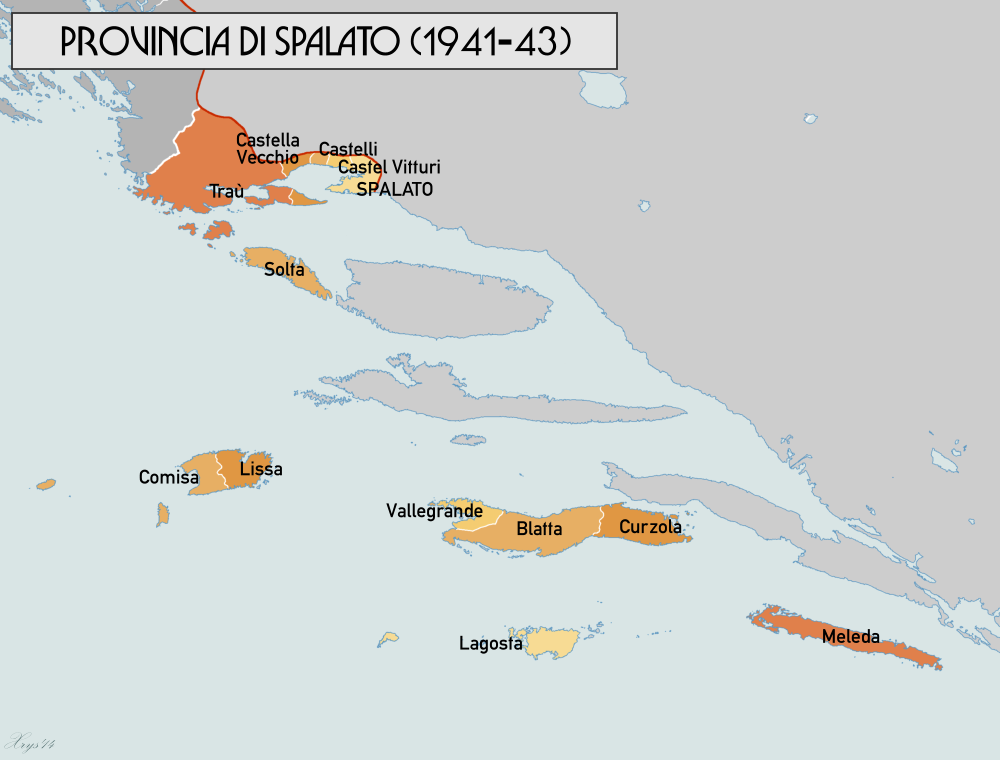
La Provincia di Spalato (1941-43) all'interno del Governatorato della Dalmazia

Il 15 aprile 1941, dopo l'invasione della Jugoslavia, Traù fu occupata dal Regio Esercito italiano. Un mese dopo, in occasione della firma del Trattato di Roma (18 maggio 1941) e che comprendeva anche le clausole che istituivano lo Stato Indipendente di Croazia, Traù venne annessa al neonato Governatorato della Dalmazia, divisione amministrativa del Regno d'Italia.. Traù divenne subito importante per le operazioni di guerra. In particolare, l'idroscalo di Traù diventò sede della 143ª e della 183ª Squadriglia idrovolanti, che utilizzavano dei CANT Z.501, della Regia Aeronautica italiana.
Traù venne inserita nella provincia di Spalato. La provincia di Spalato, che fu ufficialmente istituita il 20 maggio 1941, due giorni la costituzione del Governatorato della Dalmazia, comprendeva, oltre alla città di Spalato, la limitrofa cittadina di Traù, oltre alle isole di Solta (amministrata dall'unico comune di Solta), Lissa (comprendenti i comuni di Lissa e Comisa), Curzola (con i comuni di Curzola, Blatta, Lombarda, Smoquizza e Vallegrande), Lagosta (amministrata dall'unico comune di Lagosta), Cazza (amministrativamente appartenente al comune di Lagosta), Pelagosa (amministrata dall'unico comune di Comisa) e Meleda (amministrata dall'unico comune di Meleda).
Nei territori annessi al Governatorato della Dalmazia - ad esclusione quindi delle aree già facenti parte del Regno d'Italia - vivevano 390 000 abitanti totali, di cui 5 000 italiani (compres, 90 000 serbi e 280 000 croati. 

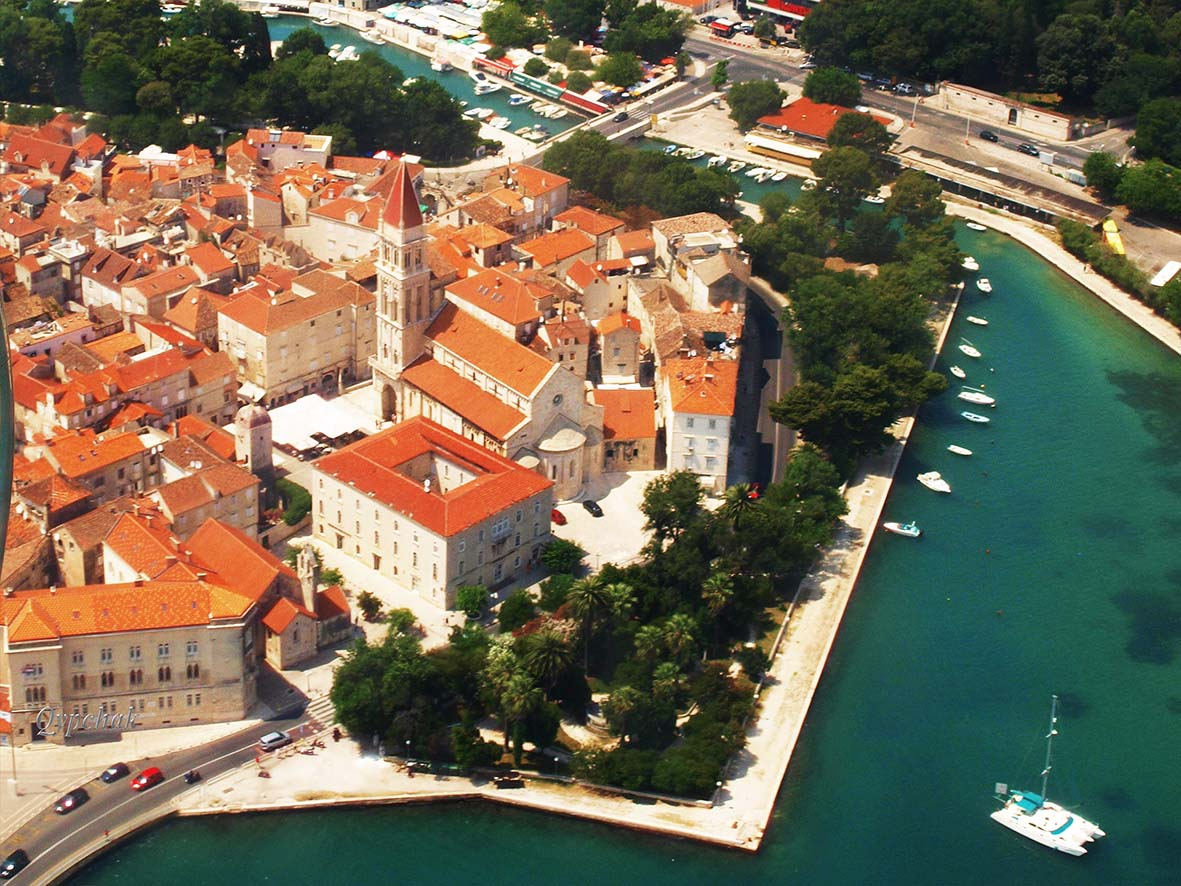
Vista aerea del centro storico di Traù

Con la caduta del fascismo (25 luglio 1943), il personale amministrativo del Governatorato della Dalmazia, giunto dalla penisola italiana nel 1941, nonché le organizzazioni politiche italiane, iniziarono a sfollare dai loro uffici. Al proclama Badoglio dell'8 settembre 1943, che segnò l'entrata in vigore dell'armistizio di Cassibile, con il quale il Regno d'Italia cessò le ostilità verso gli Alleati durante la seconda guerra mondiale e l'inizio di fatto della resistenza italiana contro il nazifascismo, seguì la soppressione, il 19 agosto 1943, del Governatorato della Dalmazia.
In questi frangenti, Traù venne occupata dalle truppe dell'Esercito Popolare di Liberazione della Jugoslavia di Josip Broz Tito, con centinaia di persone che si arruolarono volontarie tra i partigiani. Poco dopo, superata una vana resistenza, i partigiani furono costretti a ritirarsi a causa dell'avanzata della Wehrmacht, con i tedeschi che posero poi Traù sotto l'autorità dello Stato Indipendente di Croazia. La città fu quindi occupata dai tedeschi e dagli ustascia croati fino a quando i partigiani di Tito, nel 1944, la liberarono definitivamente.

#### Il ritorno alla Jugoslavia
Dopo la seconda guerra mondiale Traù entrò a far parte della Repubblica Socialista di Croazia, uno degli Stati federati costituenti la nuova Repubblica Socialista Federale di Jugoslavia di Tito, per i successivi 40 anni. Durante il periodo socialista la città conobbe un importante boom economico e demografico, con la fondazione di decine di nuove fabbriche e aziende e con la popolazione della città che quasi triplicò tra il 1945 e il 1991. Nel 1977 il centro storico di Traù è entrato a far parte della lista dei patrimoni dell'Umanità dell'UNESCO.

#### L'appartenenza alla Croazia

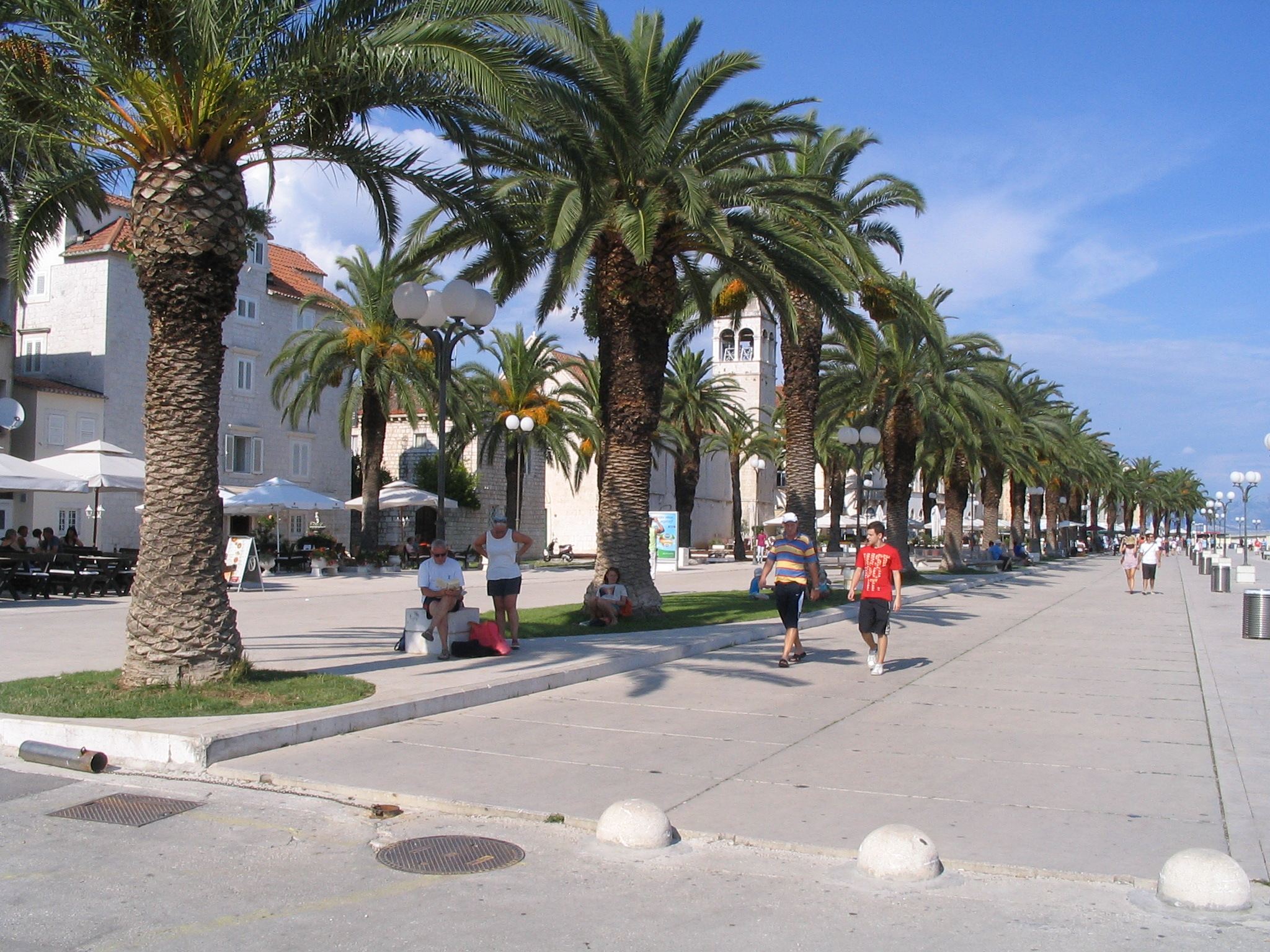
Panorama del lungomare (chiamato Riva in lingua croata) di Traù. Dopo l'indipendenza della Croazia, Traù è diventata un'importante località turistica

Dopo l'inizio della guerra d'indipendenza croata, che è datato giugno 1991, Traù è entrata a far parte della moderna Croazia, Stato che ottenne il riconoscimento internazionale nel 1992, quando fece il suo ingresso nell'ONU. Traù fu coinvolta, come tutta la Dalmazia, dalle guerre jugoslave, che scoppiarono nel marzo del 1991 con la guerra d'indipendenza slovena e che portarono infine, con la perdita anche della Bosnia ed Erzegovina, alla formale dissoluzione della Jugoslavia (1992). Traù, a causa della guerra, subì ingenti danni, che ebbero i prodromi con la guerra d'indipendenza croata.
Negli anni successivi alla fine della guerra la città conobbe una forte e duratura recessione economica, seguita da un discreto sviluppo negli anni Settanta e Ottanta. Solo dal XXI secolo Traù, come tutta la Dalmazia, ha però ritrovato un buon dinamismo economico e produttivo, soprattutto grazie al turismo, che è in costante crescita. Dall'essere solamente un nodo di transizione del traffico turistico, Traù è diventata una delle destinazioni principali della Dalmazia, soprattutto grazie al suo notevolissimo patrimonio artistico e culturale. A questo si sono aggiunti i turisti che navigano il Mar Adriatico con piccole imbarcazioni, che hanno preso Traù come una delle proprie destinazioni. Per questi ultimi è stato ampliato il porto di Traù, che dopo i lavori ha raggiunto una capacità massima di 500 imbarcazioni. Come conseguenza, a Traù, sono stati edificati nuovi hotel e resort.
Dopo la dissoluzione della Jugoslavia c'è stato un piccolo aumento del numero dei dalmati italiani presenti a Traù e nel resto della Dalmazia.

## Monumenti e luoghi d'interesse

Panorama del porto turistico di Traù

Traù ha una storia che dura da più di due millenni. La sua cultura artistica, nonché la sua architettonica e la sua urbanistica sono state influenzate dagli antichi Greci, dagli antichi Romani e dalla dominazione della Repubblica di Venezia. Il centro storico di Traù possiede una concentrazione particolarmente elevata di palazzi, chiese e torri. Degna di nota, fuori dal centro abitato principale, una fortezza situata sull'isola di Bua.
Traù possiede un vasto esempio di costruzioni architettura romanico-gotiche. La parte più antica dell'abitato, da un punto di vista architettonico, risale all'epoca medievale. Quest'ultimo è contornato da mura, piccole fortezze e torri, a cui si aggiungono, più esternamente, palazzi e dimore romaniche, gotiche, rinascimentali e barocche. La più importante chiesa di Traù è la cattedrale di San Lorenzo, il cui portale principale è stato realizzato da Mastro Radovan. Essa è il più importante edificio religioso di stile romanico-gotico della Croazia.
Il centro storico di Traù è stato inserito nella lista dei patrimoni dell'umanità dell'UNESCO:
(Motivazione dell'inserimento del centro storico di Traù nella lista dei patrimoni dell'umanità dell'UNESCO)

### Architetture religiose
Cattedrale di San LorenzoLa cattedrale di San Lorenzo è stata costruita sulle fondamenta di una precedente cattedrale paleocristiana distrutta dai Saraceni nel 1123 durante il sacco di Traù. I lavori di costruzione dell'attuale edificio iniziarono nel 1213 e terminarono nel XVII secolo. La cattedrale è dedicata a san Lorenzo, ma è nota per la devozione anche a san Giovanni da Traù. La maggior parte della costruzione è in stile romanico, mentre l'interno della volta, costruita nel XV secolo, è in stile gotico.
Chiesa di San PietroLa chiesa di San Pietro è parte di un monastero benedettino fondato, secondo la leggenda, da Béla IV d'Ungheria. La facciata della chiesa è abbellita da un portale barocco decorato con un busto di san Pietro realizzato da Niccolò di Giovanni Fiorentino. Gli interni sono stati successivamente restaurati in stile barocco nella seconda metà del XVII secolo. Risale allo stesso periodo il soffitto ligneo, che è costituito da elementi ovali, semiovali e esagonali, con questi ultimi che ne decorano i bordi. Sono anche presenti due altari laterali, una dedicato alla Madonna e l'altro a sant'Ignazio di Loyola. L'altare maggiore è in legno, ma dell'originale sono solo sopravvissute due statue, una dedicata a san Pietro e l'altra a san Paolo. Sotto il pavimento della chiesa si trovano le tombe di famiglia di nobili casate di Traù, tra cui gli Andreis e i Cippico.
Chiesa di San SebastianoLa chiesa di San Sebastiano è stata realizzata nel 1476 come cappella votiva costruita grazie alle offerte donate dai cittadini di Traù per una grazia ricevuta durante un'epidemia. Il frontale è rinascimentale, mentre due statue presenti all'interno, una rappresentante san Sebastiano e l'altra il Gesù Salvatore, sono state realizzate da Niccolò di Giovanni Fiorentino. Sono anche presenti, all'interno, due bassorilievi rappresentanti altrettanti scudi nobiliari, uno dell'arcivescovo Giacomo Torlon e l'altro del duca Malipiero. Pregevoli sono le due torri lungo la facciata, su una delle quali è situato un orologio. Sul muro orientale della chiesa sono presenti sei piccole absidi appartenenti all'antica chiesa di Santa Maria. Sulla parete occidentale è presente una targa con i nomi dei traurini morti durante la guerra d'indipendenza croata.

### Architetture civili

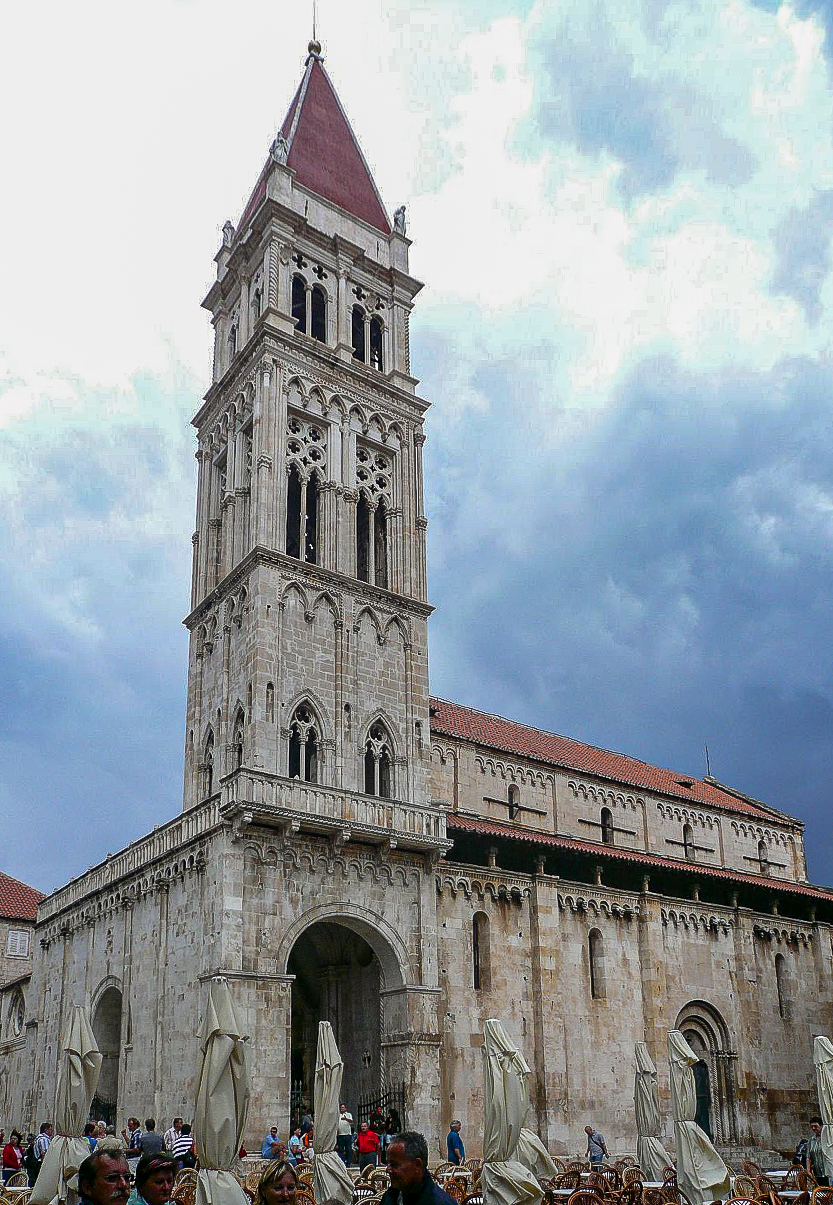
La cattedrale di San Lorenzo a Traù, realizzata in tipico stile veneziano

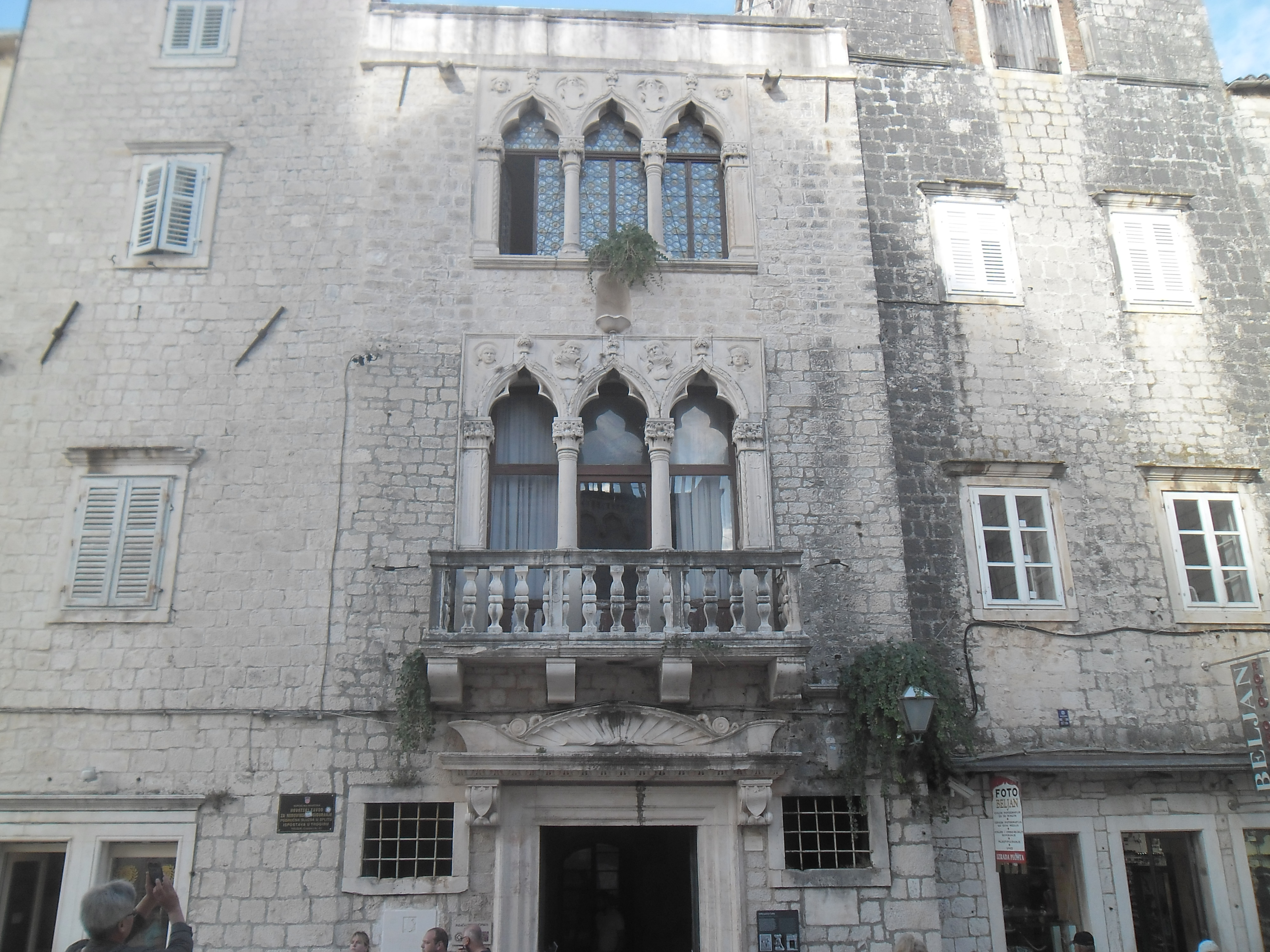
Il Palazzo dei Cippico

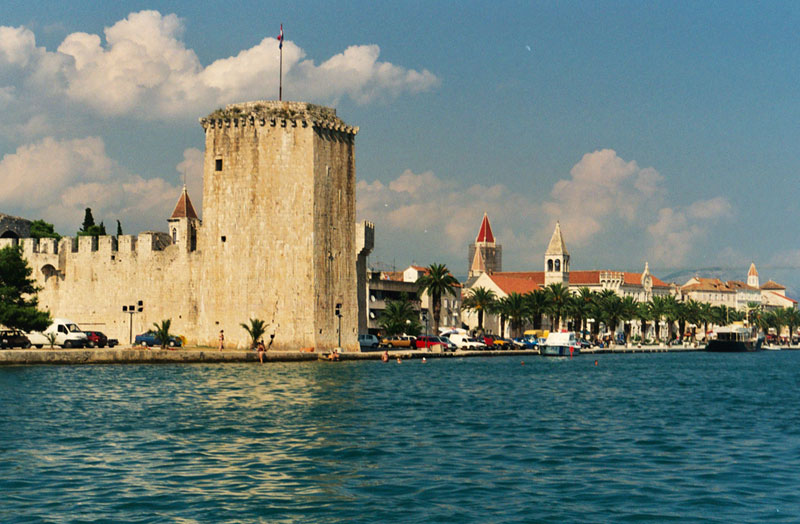
Il Castello del Camerlengo

Loggia di TraùGià citata in un documento del XIII secolo, fu rifatta nel 1471 da Niccolò di Giovanni Fiorentino. La funzione dell'edificio era quella di ospitare le riunioni pubbliche della cittadinanza. Sotto il porticato è conservato un dittico del Fiorentino raffigurante San Lorenzo e san Giovanni da Traù.
Palazzo Garagnin-FanfognaIl Palazzo Garagnin-Fanfogna è costituito da due ali, una in stile romanica e l'altra in stile gotico, unite nella metà del XIX secolo su progetto dell'architetto Ignacije Macanović. Oggi al primo piano è situato il lapidarium della città di Traù, all'interno del quale sono custoditi, tra l'altro, pietre provenienti dalla mura cittadine. Il palazzo ospita anche una galleria d'arte. L'ingresso principale del palazzo, in stile barocco, è invece situato sul lato est dell'edificio, lungo la via principale di Traù. All'interno del palazzo sono anche presenti ambienti riccamente decorati da stucchi, così come riccamente decorato è anche il locale dove un tempo era situata la biblioteca del palazzo.
Palazzo CippicoIl Palazzo Cippico, che risale al XV secolo, si trova di fronte alla cattedrale di San Lorenzo. La parte più antica del palazzo risale all'Alto Medioevo, mentre la maggior parte è del Basso Medioevo (XIII secolo). Il palazzo è stato oggetto di un'importante ristrutturazione nel XV secolo, opera di Niccolò di Giovanni Fiorentino, Andrea Alessi e Giovanni Dalmata.

### Architetture militari
Castello del CamerlengoIl castello del Camerlengo è una fortezza realizzata dalla Repubblica di Venezia per difendere la città dagli attacchi degli ottomani. È stato realizzato a metà del XV secolo come ampliamento della Torre della Veriga, a sua volta edificata nel tardo XIV secolo. Attualmente viene utilizzato come sede per spettacoli culturali durante i mesi estivi. In origine era la sede del camerlengo, ovvero del funzionario amministrativo della Repubblica di Venezia.
Mura di TraùL'antico sistema difensivo di Traù è costituito dalle mura cittadine, che risalgono al XV secolo, e dalla porta cittadina principale, che risale al XVII secolo. Le mura sono collegate ancora oggi con il già citato castello del Camerlengo.
Torre di San MarcoLa torre di San Marco è stata realizzata nel XV secolo dalla Repubblica di Venezia per difendere Traù dagli attacchi degli ottomani. Originariamente era collegata, grazie alle mura cittadine, al castello del Camerlengo.

### Musei
Museo città di TraùIl "museo città di Traù" (cr.Muzej Grada Trogira) è ospitato nel Palazzo Garagnin-Fanfogna, dimora storica con arredi originali settecenteschi. Oltre al museo, all'interno del palazzo si trova la biblioteca privata della famiglia Garagnin, che comprende circa 6 000 volumi. Il museo ha uno spazio espositivo che comprende reperti archeologici antichi e cimeli legati a Traù ascrivibili a un periodo storico compreso dall'antichità fino ai giorni nostri, nonché antichi documenti legati alla città. Il museo ha anche una sala dove sono esposte le opere d'arte della pittrice traurina Cata Dujšin-Ribar, donate alla città dall'artista stessa.

## Società

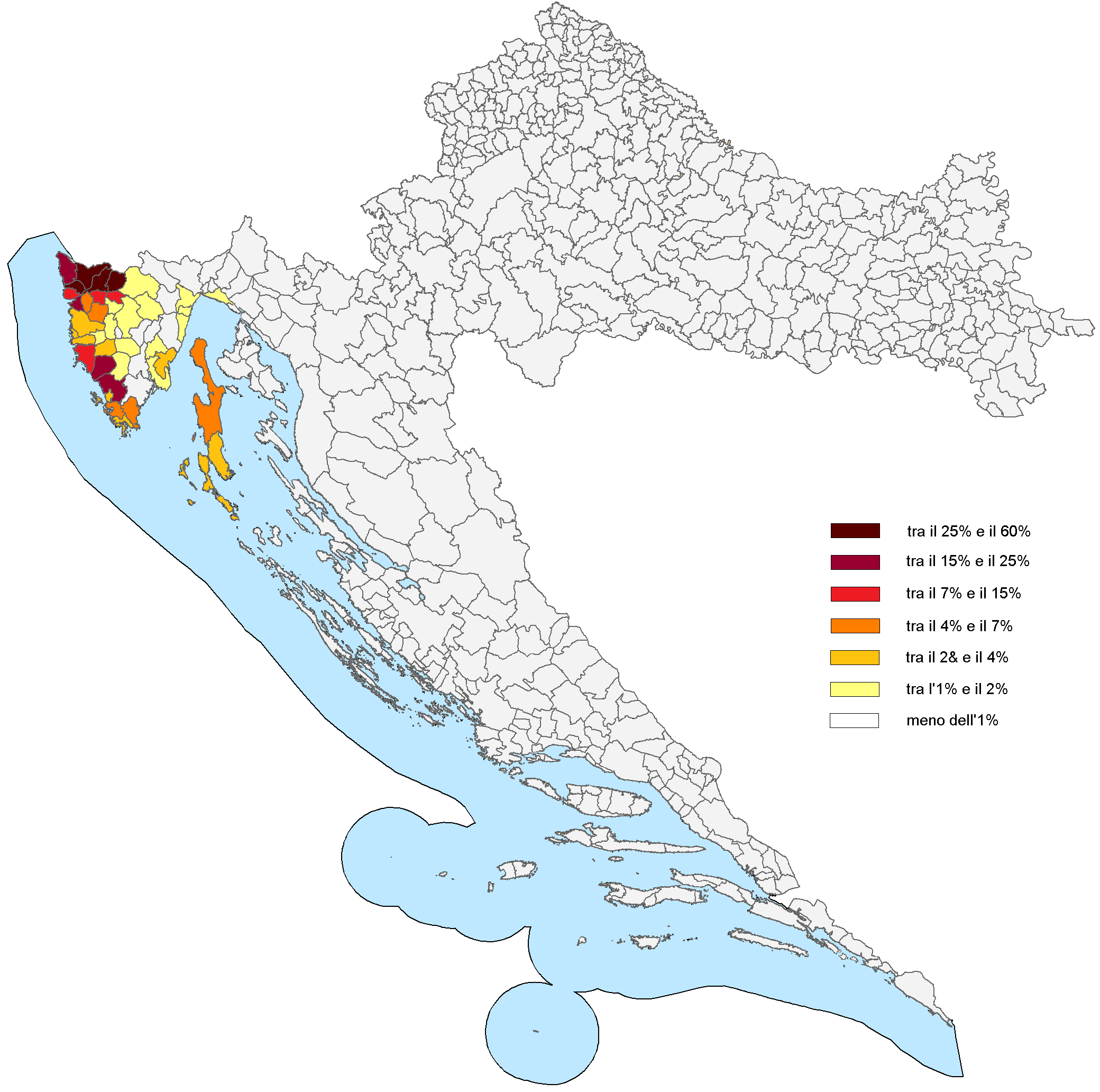
Mappa della Croazia del 2011 indicante i residenti di madrelingua italiana per città e comuni, registrati al censimento ufficiale croato

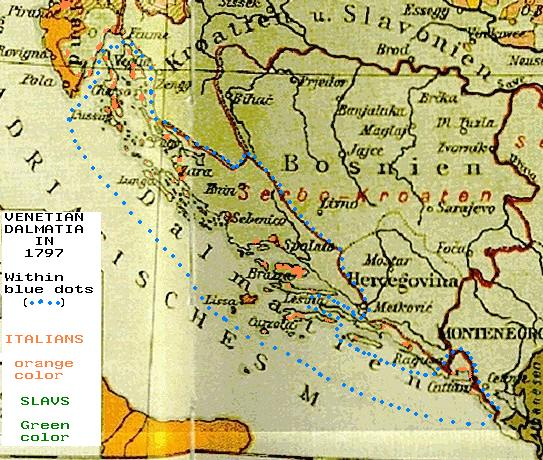
Mappa linguistica austriaca del 1896, su cui sono riportati i confini (segnati con pallini blu) della Dalmazia veneziana nel 1797. In arancione sono evidenziate le zone dove la lingua madre più diffusa era l'italiano, mentre in verde quelle dove erano più diffuse le lingue slave

### Evoluzione demografica
Abitanti censiti :

### Etnie e minoranze straniere
Secondo il censimento ufficiale croato del 2011 la città è in prevalenza abitata da croati (96,99%), seguiti da altre etnie con un numero percentuali trascurabili: serbi (0,70%), albanesi (0,58%), bosniaci (0,38%), turchi (0,12%), oltre che una minima minoranza italiana autoctona (0,08%).

### La presenza autoctona di italiani
Secondo il linguista Matteo Bartoli, all'inizio delle guerre napoleoniche (1803), l'italiano era l'idioma parlato come prima lingua da circa il 33% della popolazione dalmata. Secondo il censimento austriaco del 1865 la percentuale dei dalmati italiani raggiungeva il 12,5% del totale nella regione.
Secondo i successivi censimenti austriaci a Traù, nel 1880 si contavano 1 960 italofoni su 3 129 abitanti, il 62,64% della popolazione. Negli anni successivi diminuirono bruscamente, tanto che nel 1890 gli italofoni erano solo 171, mentre nel censimento del 1900 se ne registrarono 170. Dopo la prima guerra mondiale e l'annessione della città al Regno di Jugoslavia, iniziò l'esodo di gran parte della popolazione di madrelingua italiana, soprattutto verso Zara e Lagosta. La presenza italiana è scomparsa quasi completamente dopo la seconda guerra mondiale in seguito all'esodo giuliano dalmata.
 
Oggi a Traù, secondo il censimento ufficiale croato del 2011, è presente una piccola comunità italiana composta da 10 traurini, lo 0,08% della popolazione.

### Lingue e dialetti
La madrelingua più diffusa è il croato, che è parlato dall'98,2% della popolazione, seguono poi altre lingue che raggiungono complessivamente l'1,5%. Lo 0,3% della popolazione non dichiara nessuna madrelingua.
| %      | Ripartizione linguistica (gruppi principali) |
| ------ | -------------------------------------------- |
| 0,21%  | madrelingua bosniaca                         |
| 98,12% | madrelingua croata                           |
| 0,50%  | madrelingua albanese                         |
| 0,33%  | madrelingua serba                            |

### Religione
A Traù i cattolici sono il 92,6% della popolazione, seguono poi altre religioni che raggiungono complessivamente una percentuale il 7%, mentre lo 0,4% della popolazione non professa nessuna religione.

## Geografia antropica

Panorama della baia di Traù

### Urbanistica

Il ponte girevole che collega Traù con l'isola di Bua

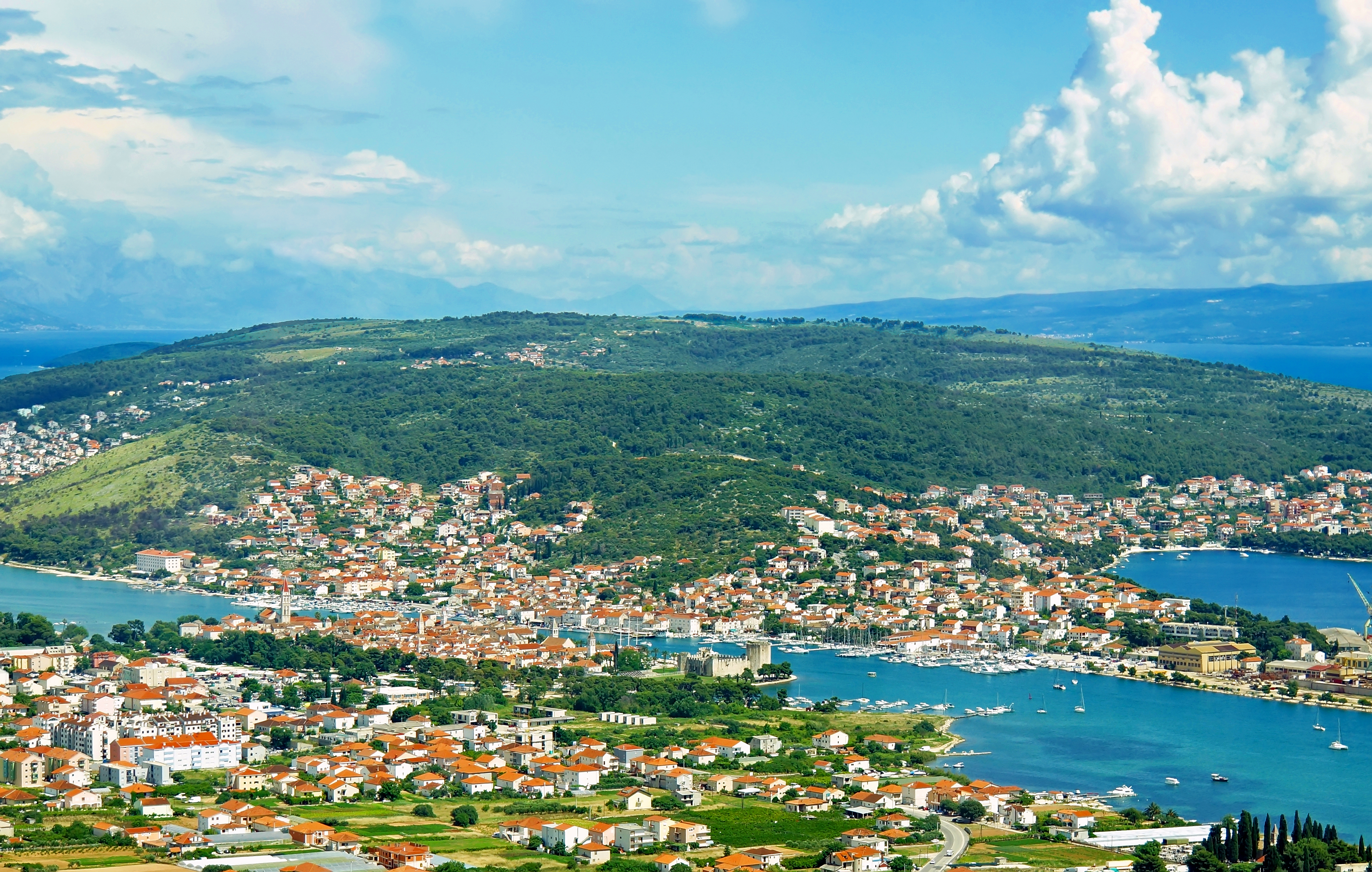
Panorama del comune di Traù, il cui centro abitato si distribuisce sul continente e su parte dell'isola di Bua

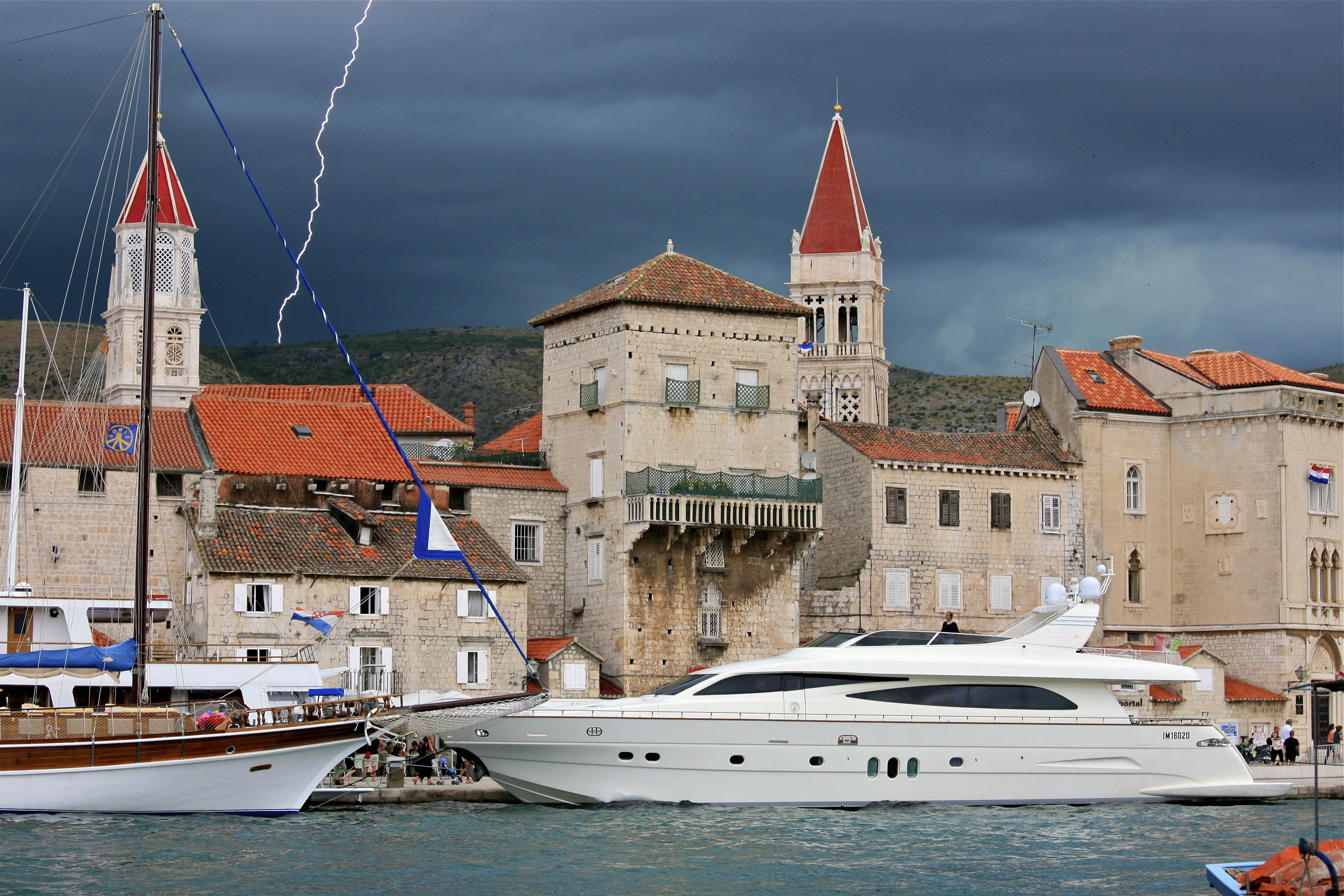
Il porto di Traù, che è stato convertito interamente a finalità turistiche

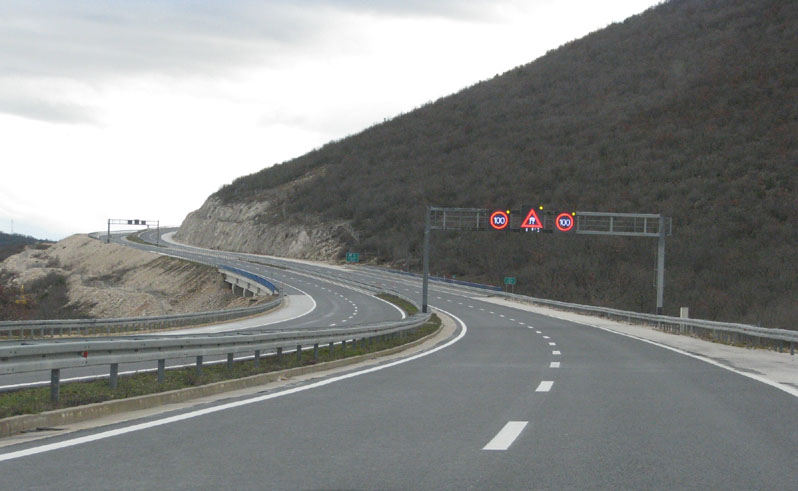
L'autostrada A1 croata nei pressi di Traù

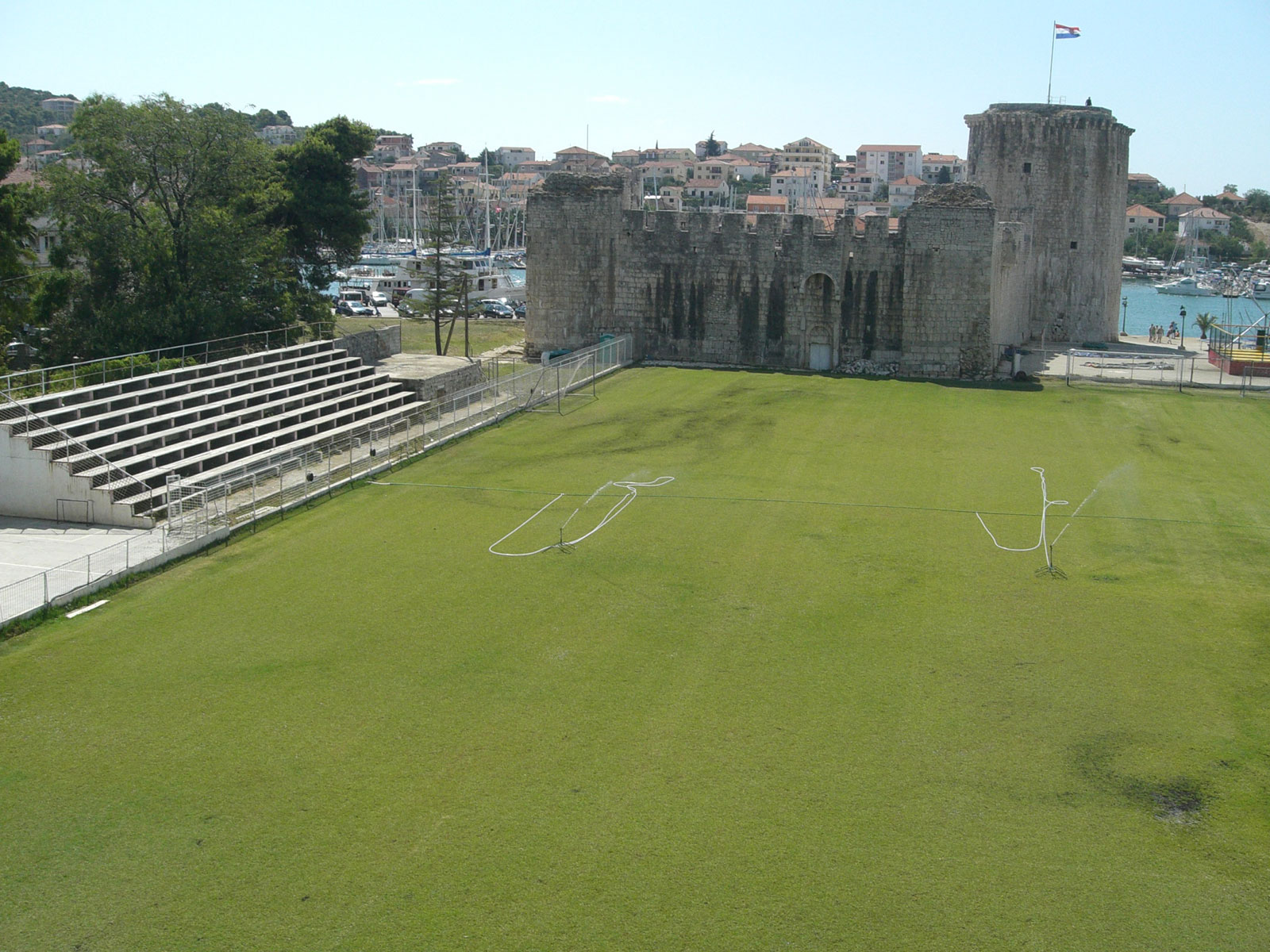
Il campo sportivo di Traù, dove gioca anche la squadra calcistica dell'HNK Trogir, che si trova dietro il Castello del Camerlengo

Il comune di Traù sorge, oltre che sulla terraferma, anche sull'isola di Bua (Čiovo), che è collegata al continente per mezzo di un ponte girevole. Detta anche la "piccola Venezia", Traù è un piccolo gioiello che conserva numerosi edifici medievali di impronta veneziana.
Il centro storico di Traù, che risale quasi interamente al XIII secolo e che comprende più di dieci chiese storiche, ha nella cattedrale romanica di San Lorenzo il suo punto di maggiore interesse urbanistico.
Altri monumenti notevoli da un punto di vista urbanistico, vista al loro posizione, sono la Loggia pubblica (1308), il castello del Camerlengo (1420-1437), il Maschio di San Marco, la torre dell'Orologio, il palazzo dei Cippico, la chiesa di San Domenico, la chiesa di San Nicola con annesso il monastero delle benedettine, la porta di Terraferma, la porta Marina e, a fianco, la loggia della Pescheria.
Il lungomare deve la sua particolarità alla contrapposizione tra le storiche architetture delle abitazioni che vi si affacciano, e la presenza di moderne barche e di yacht di lusso, che sono anche ormeggiati nel porto di Traù.

### Suddivisioni amministrative
Il comune di Traù è diviso in nove insediamenti (naselja) di seguito elencati. Tra parentesi il nome in lingua italiana, a volte desueto.
- Arbanija (Albania[40][41]), nell'isola di Bua (Čiovo)
- Divulje (Divuglie)
- Plano
- Mastrinka (Santa Croce[42]), nell'isola di Bua
- Slatine (Arona), nell'isola di Bua
- Trogir (Traù)
- Žedno (Zedno[43] o Nogaro), nell'isola di Bua
- Drvenik Veliki (Zirona Grande[44][45]), nell'isola omonima
- Drvenik Mali (Ploča) (Zirona Piccola[45][46]), nell'isola omonima

## Economia
L'economia di Traù è basata sul settore primario con una percentuale del 3,6%, sul settore secondario con una percentuale del 29,8% e sul settore terziario con una percentuale del 66,6%. Fino alla fine della seconda guerra mondiale l'attività principale a Traù era l'agricoltura, che si svolgeva soprattutto nelle pianure fertili intorno alla città, e la pesca. A partire dal secondo dopoguerra l'economia di Traù è virata verso l'industria e il turismo, con la prima che si è notevolmente ridimensionata dopo la dissoluzione della Jugoslavia (1992).
Il turismo è la maggior fonte di sostentamento della città, che fornisce il 50% delle entrate finanziarie del comune. Traù possiede un'importante struttura ricettiva turistica con oltre 20 000 posti letto distribuiti negli alberghi e nelle abitazioni private. Il porto di Traù è uno dei porti croati che ha conosciuto la maggiore espansione negli ultimi anni, con il suo traffico crocieristico e di imbarcazioni da diporto che è cresciuto costantemente.
L'altra attività importante da un punto di vista economico, per Traù, è quella della cantieristica navale con la presenza di una rilevante industria che è nata all'inizio del XX secolo e che è stata in grado di varare, dall'anno dell'indipendenza della Croazia (1991), oltre 90 imbarcazioni, alcune delle quali hanno una stazza lorda di oltre 55 000 tonnellate.

## Infrastrutture e trasporti
Traù non possiede un aeroporto. Quello più vicino alla città è l'aeroporto di Spalato-Castelli, che si trova a sei chilometri da Traù, a cui è collegato da linee di autobus extraurbane. Come già accennato, a Traù sono presenti due baie che sono adibite ad attracco di piccole e medie imbarcazioni.
L'infrastruttura viaria più importante che attraversa Traù è la strada Maestra Adriatica, via di comunicazione che costeggia buona parte della costa orientale del Mare Adriatico e che appartiene alla strada europea E65. Nel 2005 sono stati ultimati i lavori di prolungamento dell'autostrada A1 croata, che ha permesso il collegamento autostradale diretto di Traù con Zagabria.

## Amministrazione

### Gemellaggi
- Lucera[47]
- Ruse[48]
- Budapest[49]
- Vaterstetten[50]
- Vukovar
- Kruševac

## Sport
Le due squadre sportive principali di Traù sono la società calcistica HNK Trogir e la società di pallacanestro KK Trogir.